# Venezuela na Letních olympijských hrách 1952
Venezuela se účastnila Letní olympiády 1952 ve finských Helsinkách. Zastupovalo ji 38 sportovců (36 mužů a 2 ženy) v 8 sportech.

## Medailisté
| Medaile | Jméno            | Sport    | Soutěž        |
| ------- | ---------------- | -------- | ------------- |
| Bronz   | Asnoldo Devonish | Atletika | Muži trojskok |